# Wahlenbergia pinifolia
Wahlenbergia pinifolia är en klockväxtart som beskrevs av Nicholas Edward Brown. Wahlenbergia pinifolia ingår i släktet Wahlenbergia och familjen klockväxter.
Artens utbredningsområde är KwaZulu-Natal. Inga underarter finns listade i Catalogue of Life.